# Ilhas Montalivet
As ilhas Montalivet são um grupo de ilhas do arquipélago Bonaparte, junto da costa noroeste da Austrália Ocidental, no oceano Índico.
Foram descobertas pela expedição Baudin em 1802, recebendo o seu nome dado por Nicolas Baudin em homenagem a Jean-Pierre Bachasson, conde de Montalivet (1766 - 1823), par de França e homem de estado francês, que foi ministro do Interior de Napoleão I.
O grupo compreende duas ilhas:
- East Montalivet Island : 14° 16′ S, 125° 18′ L
- West Montalivet Island : 14° 18′ S, 125° 13′ L